# Zambi
Zambi ist eine Ortschaft und eine Parroquia rural („ländliches Kirchspiel“) im Kanton Catamayo der ecuadorianischen Provinz Loja. Die Parroquia besitzt eine Fläche von 49,7 km². Beim Zensus 2010 wurden 580 Einwohner gezählt.

## Lage
Die Parroquia Zambi liegt in den westlichen Anden im Süden von Ecuador. Der 1450 m hoch gelegene Hauptort Zambi befindet sich etwa 20 km westnordwestlich des Kantonshauptortes Catamayo. Die Straße Catamayo–Portovelo führt an Zambi vorbei. Das Verwaltungsgebiet umfasst das Quellgebiet des Río Yaguachi, linker Quellfluss des Río Puyango. Dieser entwässert das Areal in Richtung Nordnordwest. Im äußersten Nordosten der Parroquia erhebt sich der 2808 m hohe Cerro Achupallas.
Die Parroquia Zambi grenzt im Norden an die Parroquia Guayquichuma, im Osten und im Süden an die Parroquia San Pedro de la Bendita sowie im Westen an die Parroquia La Tingue (Kanton Olmedo).

## Orte und Siedlungen
In der Parroquia Zambi gibt es neben dem Hauptort folgende Barrios: Carmelo, La Arada, La Libertad, Lachora, Miraflores und Porvenir.

## Geschichte
Zambi gehörte ursprünglich zur Parroquia San Pedro de la Bendita. Am 20. August 1984 wurde die Parroquia Zambi gegründet. Am 25. September 1998 wurde die kirchliche Pfarrei "Nuestra Señora Virgen del Carmen" eingerichtet.